# Johann Martin Chladni

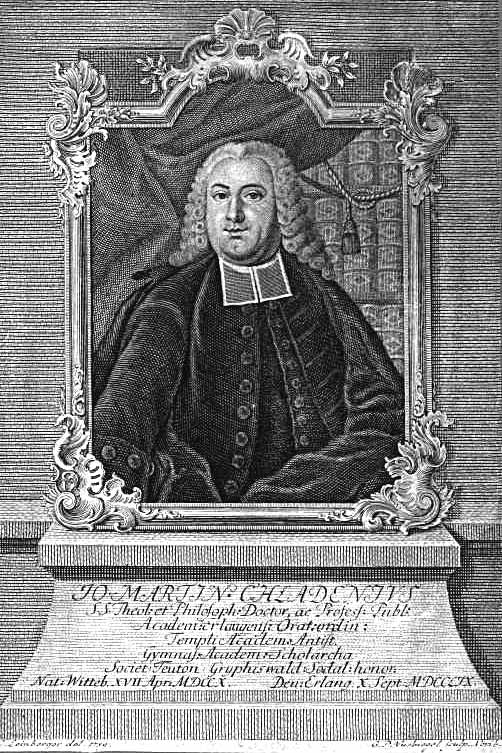
Johann Martin Chladni

Johann Martin Chladni, auch: Johann Martin Chladenius (* 17. April 1710 in Wittenberg; † 10. September 1759 in Erlangen) war ein deutscher evangelischer Theologe und Historiker.

## Leben
Geboren als Sohn des Martin Chladni, besuchte er das Gymnasium Casimirianum in Coburg, immatrikulierte sich am 17. Oktober 1731 an der Universität Wittenberg, wo er im Anschluss an seine Studien mit dem Erhalt des philosophischen Magistergrades am 17. Oktober 1731 auch lehrte. Er ging an die Universität Leipzig, wo er 1742 außerordentlicher Professor für Kirchenaltertümer wurde.
1743 übernahm er die Leitung des Casimirianums in Coburg und wurde 1747 als ordentlicher Professor für Theologie, Rhetorik und Dichtkunst an die Universität Erlangen berufen, wo er im selben Jahr zum Doktor der Theologie promoviert wurde. Obwohl er ursprünglich nicht zum Historiker ausgebildet war, machte er sich dennoch durch seine philosophisch fundierte und pragmatisch lehrhafte Geschichtstheorie einen Namen.
Als Theologe orientierte er sich an der lutherischen Orthodoxie, die er mit dem Rationalismus von Christian Wolff und dem Empirismus zu verbinden suchte. In der Geschichtsschreibung war er seiner Zeit weit voraus und legte als erster Geschichtsquellen nach einer hermeneutischen Methode aus. Er trat dabei gegen die Vertreter des historischen Pyrrhonismus auf, führte den Begriff des „Sehepunkts“ ein, von denen aus man multiperspektiv die historische Wirklichkeit betrachten könne.
Chladni gilt mit seiner Auslegung als einer der ersten Methodologen der modernen Geschichtswissenschaft.

## Schriften
- De sententiis et libris sententiosis, Leipzig 1741 (Digitalisat in der Digitalen Bibliothek Mecklenburg-Vorpommern)
- Einleitung zur richtigen Auslegung vernünftiger Reden und Schriften, Leipzig 1742
- Logica practica, 1742
- Logica sacra, 1745
- Vernünftige Gedanken von dem Wahrscheinlichen und desselben gefährlichen Mißbrauche, 1748 [ND: Waltrop 1989]
- Kleine Sammlung von Betrachtungen, Erlangen 1749
- Opuscula academica varii generis, Leipzig 1750
- Nova philosophia definitiva, Leipzig 1750
- Allgemeine Geschichtswissenschaft, worinnen der Grund zu einer neuen Einsicht in allen Arten der Gelahrtheit gelegt wird, Leipzig 1752. (Digitalisat und Volltext im Deutschen Textarchiv)
- Allgemeine Geschichtswissenschaft. Neudruck der Ausgabe Leipzig 1752. Mit einer Einleitung von Christoph Friedrich und einem Vorwort von Reinhart Koselleck. Böhlau, Wien u. a. 1985, ISBN 978-3-205-08476-1.
- Wöchentliche biblische Untersuchungen …, Erlangen 1754
- Theologische Nachforscher …, Erlangen 1757
- Von Auslegung historischer Nachrichten und Bücher. In: Hans-Georg Gadamer, Gottfried Boehm (Hrsg.): Seminar: Philosophische Hermeneutik. Frankfurt/M. 1976, S. 69 ff.

siehe auch: Johann Georg Meusel: Lexikon der vom Jahr 1750 bis 1800 verstorbenen teutschen Schriftsteller. Leipzig, 1803, Bd. 2, S. 80